# Amguri
Amguri é uma vila  no distrito de Sibsagar, no estado indiano de Assam.

## Geografia
Amguri está localizada a 26° 35′ N, 93° 04′ L. Tem uma altitude média de 74 metros (242 pés).

## Demografia
Segundo o censo de 2001, Amguri tinha uma população de 6944 habitantes. Os indivíduos do sexo masculino constituem 56% da população e os do sexo feminino 44%. Amguri tem uma taxa de literacia de 75%, superior à média nacional de 59,5%; com 55% para o sexo masculino e 45% para o sexo feminino. 11% da população está abaixo dos 6 anos de idade.